# Centro Internacional de Ferias y Congresos de Tenerife

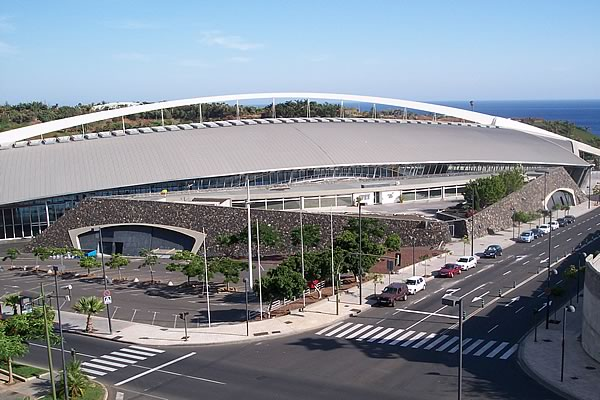
Centro Internacional de Ferias y Congresos de Tenerife

Das Centro Internacional de Ferias y Congresos de Tenerife ist ein Veranstaltungsgebäude in Santa Cruz de Tenerife (Spanien).
Im Mai 1996 war die offizielle Eröffnung. Die Nutzfläche beträgt über 40.000 Quadratmeter. Das Gebäude wird im Karneval von Santa Cruz de Tenerife intensiv genutzt. Weitere Nutzungsmöglichkeiten sind Messen, Ausstellungen und Konferenzen. Entworfen wurde das Centro von  Santiago Calatrava.
Der große Raum im obersten Stockwerk mit mehr als 12.000 Quadratmetern ist damit der größte überdachte Raum auf den Kanarischen Inseln.